# Christine Brisset
Christine Brisset est une militante française, née Charlotte-Antoinette Kipfer à Chagny (Saône-et-Loire) le 7 juillet 1898 et morte à Paris le 11 janvier 1993. Connue pour son action en faveur des sans-abri après la Seconde Guerre mondiale, elle est la fondatrice du mouvement des Castors en Anjou.

## Biographie

### Jeunesse et premières expériences
À l'âge de six ans, Charlotte-Antoinette Kipfer est « placée comme bonne chez une institutrice... où il y  avait des livres. Là , elle découvre le savoir » comme en témoigne son fils dans le film documentaire On l'appelait Christine de Chantal Monteiller et Marie-Josée Aubert. Avec une formation autodidacte, à 17 ans elle occupe un poste de  sténodactylographe dans une usine de guerre à Chalon-sur-Saône, puis celui de secrétaire dans une entreprise de crins en 1920. Présidente de l'aéroclub de Bourgogne, elle devient l'une des premières femmes-pilotes de France. Paralysée à la suite d'un accident d'avion elle va se faire soigner en Suisse. Après sa guérison, elle assume la direction d'une clinique accueillant les personnes atteintes de tuberculose humaine. Elle rencontre alors Armand Arnold qu'elle épouse en 1934 et qui décède de la tuberculose en 1936,  trois mois après la naissance de leur fils.

### Premiers engagements 1936-1945
Titulaire des diplômes d'infirmière, de jardinière d'enfants et d'assistante sociale, elle rentre en France en 1936 et  elle est nommée directrice de l'Institut de puériculture et de périnatalogie. Au début de la Seconde Guerre mondiale, elle se charge d'organiser des camps de réfugiés  pour enfants. En 1940 elle s'engage dans le réseau de Résistance  du Musée de l'Homme et elle y rencontre Pierre Brisset, directeur d'une entreprise d'épicerie à succursales multiples à Angers. Il deviendra son second mari. Pierre Brisset, membre du Sillon, mouvement pour un christianisme social, est aussi administrateur du Courrier de l'Ouest et fondateur du Mouvement républicain populaire (MRP) en Anjou. À la Libération de la France, celle qu'on appelle simplement Christine tient une chronique d'entraide au Courrier de l'Ouest et s'engage bientôt dans un combat personnel en faveur des sans-logis et des personnes mal logées.

### Occupations de logements vacants 1946-1949
À la fin de la Seconde Guerre mondiale, la France compte cinq millions de sans-abri, soit  environ un huitième de la population. L'ordonnance du 19 octobre  1945 permet aux préfets de réquisitionner les logements vacants ou inoccupés mais cette ordonnance n'est guère suivie d'effets , notamment à Angers où de nombreux quartiers comme la Doutre ou Saint-Michel souffrent cruellement du mal-logement ; au recensement  de 1946, 22 750 personnes soit le quart de la population vit en situation de surpeuplement. Dans ce contexte de 1946, une Commission familiale et ouvrière du logement (CFOL), se met en place à Angers. L'urgence est de  trouver un toit décent au plus vite pour  les familles sans logis  ou mal logées.  Christine Brisset, alors journaliste va apporter un  soutien  actif au mouvement. Il ne s'agit pas de passer au squattage sans avoir épuisé toutes les propositions de location amiable. Mais quand elles  ne sont pas suivies d'effet, Christine demande une ordonnance de réquisition. Si cette ordonnance n'est pas appliquée, elle informe les autorités de la date à laquelle les familles s'installeront dans les logements inoccupés, c'est ce qu'on appelle  une occupation illégale, un squattage, "une  mesure d'urgence", argue Christine et dans  la majorité des cas les propriétaires finissent par accepter la location imposée. Ainsi sur les 317 occupations  effectuées de 1947 à 1949,  seulement 5 propriétaires portent plainte. En  1949 la presse surnomme Christine la fée des sans-logis, la madone ou la Jeanne d'Arc des squatteurs. Elle obtient l'appui du préfet de Maine-et-Loire et le soutien financier du Ministère de la Reconstruction et de l'Urbanisme, Eugène Claudius-Petit.

### Des logements pour tous, fondation desCastors angevins
Entre 1945 et 1956, plus de 2000 habitations à loyer modéré (HLM) sont construits.
En 1950, en accord avec la Commission familiale et ouvrière du logement (CFOL) d'Angers, elle fonde l'association les Castors, système d'entraide mutuelle grâce auquel les membres de l'association construisent  leur propre maison; c'est ainsi que des cités entières avec services et structures de loisirs modifient le paysage angevin d'après-guerre.
En 2013, les Castors sont scindés en deux associations : les Castors angevins qui facilitent l'accession à la propriété et Anjou Castors qui gère un patrimoine de 500 logements.

### Actions contestées et réhabilitation tardive
Mais entre 1945 et 1962, dans l'urgence des relogements, Christine Brisset soutient  l'occupation de 800 logements vacants, ce qui lui vaudra 49 comparutions au tribunal. Ses prises de positions et ses actions lui attirent de nombreuses inimitiés. En 1962, à l'indépendance de l'Algérie, elle aide une dizaine de familles de rapatriés à se reloger. Elle perd l'appui du préfet Jean Morin, et devient la cible d'une campagne de diffamation. En 1950, elle est condamnée à deux mois de prison ferme pour gestion frauduleuse, et licenciée de sa propre société. En 1964, « dans une ambiance de revanche locale », elle quitte Angers pour s'installer à Paris. Christine  est réhabilitée bien plus tard et décède en 1993, trois ans après la création du Droit au logement (DAL).

## Hommages
- 2005,  52', On l'appelait Christine, film documentaire de Marie-Josée Jaubert[12],[2].
- Christine Brisset, justicière des sans-logis, film documentaire de Camille Thomine et Théo Sorroche, diffusé sur France 3 le 6 mars 2025[13].
- 2012, L'insoumise, bande dessinée-reportage de Chantal Montellier & Marie-Josée Jaubert[14] d'après le film On l'appelait Christine. Dans cet album, Christine Brisset fait revivre à travers ses souvenirs l'histoire d'habitations et de cités entières qui ont permis le relogement de milliers de personnes au lendemain de  la guerre à Angers. Christine évoque aussi ses mises en cause et les procès auxquels elle a dû faire face[8].
- Un square  à Angers et une résidence à Montreuil-Juigné[15] portent son nom.